# Francesco Cocchi
Pour les articles homonymes, voir Cocchi.
Francesco Cocchi, né le 13 février 1788 à Budrio et mort le 8 avril 1865 à Bologne, est un peintre et scénographe italien actif à Bologne.

## Biographie
Né en 1788 à Budrio, Francesco Cocchi est le fils de Clemente Cocchi, un commerçant. Après avoir atteint sa majorité, c'est-à-dire ses 18 ans, il s'inscrit à des cours de dessin chez Faustino Trebbi. Il apprend rapidement, et dès 1807, rejoint l'Académie des beaux-arts de Bologne, où il rencontre entre autres Mauro Braccioli, Pelagio Palagi et Mauro Berti, mais c'est Antonio Basoli et son style néo-classique qui sera une plus grande influence pour lui, et pour qui il réalise plusieurs gravures.
En novembre 1811, Cocchi est envoyé à Rome après avoir gagné « l'alunnato romano » et y reste deux ans pour étudier les monuments et les ruines classiques. Il commence aussi la scénographie au Teatro Argentina. D'après des livrets survivants de lui, on sait qu'il a mis en scène des pièces comme Amuratte II de Pietro Raimondi, Il trionfo di Alessandro Magno il macedone de Gaetano Andreozzi et Tancredi de Gioachino Rossini. En juillet 1815, le jeune scénographe va rejoindre son oncle Francisco Xavier Fabri au Portugal, pour restaurer le Palais national de Belém. À cause de conflits avec son oncle, il décide de continuer le scénographie au lieu de la restauration, et peint plusieurs scènes au Teatro Nacional de São Carlos de Lisbonne. Il est appelé en septembre 1817 à aller à Saint-Pétersbourg, sous l'insistance du consul de Russie au Portugal, mais doit rester à Copenhague dû à une tempête. Il finit par y rester trois ans et peint notamment des scènes pour le Théâtre royal danois. Son entretien difficile avec le metteur en scène lui vaudra de ne plus être employé au théâtre danois, et en 1820, il déménage à Hambourg.
Il y est employé dans des petits théâtres de la Steinstraße (de). Le 5 janvier 1827, il est engagé par le défunt Jacob Herzfeld (en) et Friedrich Ludwig Schmidt (de) au nouveau Stadttheater, plus grand théâtre de Hambourg. À Hambourg, ses scènes présentent des éléments pris à Basoli, mais aussi des éléments originaux tirés de l'architecture du nord. Il commence aussi à être influencé par le Romantisme. Il reste à Hambourg jusqu'en 1842, mais effectue quelques excursions à Paris, Berlin, Saint-Pétersbourg et Londres. Après le grand incendie de Hambourg, Cocchi retourne à Bologne, un poste lui ayant été offert à l'académie.
À Bologne, l'Italien devient directeur de la chaire de perspective, restée vacante après la mort de Berti, même si Domenico Ferri et Giuseppe Badiali avaient été considérés pour la position. Il arrête toute activité reliée au théâtre, mais continue de réaliser des travaux en architecture et en ornement, comme au palais Malvezzi et au Palazzo Spada. Cocchi devient directeur de l'Académie en 1859 et meurt à Bologne en 1865.

## Œuvres
- Raccolta di prospettive serie, rustiche, e di paesaggio, Antonio Basoli et Francesco Cocchi, 102 gravures diverses, 1810, Académie des beaux-arts de Bologne[2] ;
- padiglione drappeggiato con ovali, Francesco Cocchi et Luigi Samoggia (it), plâtre et peinture à la détrempe, 406 × 434 cm entre 1850 et 1854, Palazzo Malvezzi de' Medici[3].